# Národní park Balbalasang-Balbalan
Národní park Balbalasang-Balbalan je chráněné území na Filipínách. Nachází se v Kordillerském administrativním regionu na ostrově Luzon a je pojmenováno podle hory Balbalasang a města Balbalan. Má rozlohu 13,38 km² a zahrnuje vysokohorské lesy v povodí řeky Saltan. Nejnižší nadmořská výška činí 700 metrů, nejvyšším bodem je hora Sapocoy, která měří 2456 m. Národní park byl vyhlášen v roce 1972.
V horách roste borovice Pinus kesiya a raflézie. Národní park oplývá bohatstvím ptactva, včetně endemických a ohrožených druhů jako holub nádherný, žluva bambusová nebo rehek dvoubarvý. Žije zde také prase filipínské, kaloň dlouhosrstý, velemyš obláčková, krysa veverčí nebo parosnička Kaloula kalingensis.